# السمي (فلم)
السَّمي (بالإنجليزية: The Namesake)؛ فيلم دراما هندي مقتبس من رواية حملت ذات الاسم كانت قد صدرت في العام 2003 للكاتبة والروائية الأمريكية ذات الأصول الهندية جومبا لاهيري. الفيلم الصادر في العام 2006، أخرجته الممثلة والمخرجة الهندية ميرا ناير، وتصدّر بطولته كل من تابو، عرفان خان وكال بين.

## روابط خارجية
- مقالات تستعمل روابط فنية بلا صلة مع ويكي بيانات